# 寺沢薫
寺沢 薫（てらさわ かおる、1950年 - ）は、日本の考古学者。桜井市纒向学研究センター長。元奈良県立橿原考古学研究所総務企画部長。古代学研究会の代表を務める。主として弥生時代・古墳時代を研究する。

## 経歴・研究領域
1950年（昭和25年）、東京都生まれ。1973年（昭和48年）、同志社大学文学部文化学科（文化史学専攻）を卒業。その後奈良県教育委員会に入り、奈良県立橿原考古学研究所の研究員として発掘調査にたずさわった。
2012年4月、奈良県桜井市に設立された纒向学研究センターセンター長に就任する。
主要な研究テーマは、考古学視点からの国家形成史、農業史、比較文化史である。纒向遺跡についても重要な見解を展開している。とくに弥生墳丘墓や纒向型前方後円墳、出現期古墳に関する研究では第一人者であり、土器型式に関して「布留0式」を提唱したことで知られる。

## 著書
- 『日本の歴史02　王権誕生』講談社、2000。講談社学術文庫　2008
- 『青銅器のマツリと政治社会』吉川弘文館 2010
- 『王権と都市の形成史論』吉川弘文館 2011
- 『弥生時代の年代と交流』吉川弘文館、2014
- 『弥生時代国家形成史論』吉川弘文館、2017
- 『弥生国家論　国家はこうして生まれた』敬文舎、2021
- 『卑弥呼とヤマト王権』中央公論新社「中公選書」、2023

### 共著・共編
- 千賀久『日本の古代遺跡 (5)奈良中部』保育社、1983
- 森岡秀人共編著『弥生土器の様式と編年〈近畿編 1―2〉』木耳社、1989-90年
- 武末純一『最新邪馬台国事情』白馬社、1998
- 小田富士雄（編）、寺沢・武末純一・平田定幸・渡辺貞幸・宮崎貴夫『倭人伝の国々』學生社、2000
- 『講座日本の考古学 5・6 弥生時代』甲元眞之共編 青木書店 2011
- 『邪馬台国時代の東海と近畿』奈良県香芝市二上山博物館編  学生社 2012

石野博信,赤塚次郎,辰巳和弘,松宮昌樹,和氣清章共著

### 編著
- 『考古資料大観 (10) 弥生・古墳時代遺跡・遺構』（責任編集）小学館、2004年

## 論文
- 「大和弥生社会の展開とその特質」『橿原考古学研究所論集 第四』吉川弘文館、1979年。
- 寺沢・寺沢知子「弥生時代植物質資料の基礎研究」橿原考古学研究所紀要『考古学論攷』第5冊、1981年。
- 「纒向遺跡と初期ヤマト政権」『橿原考古学研究所論集 第六』吉川弘文館、1984年。
- 「布留0式土器拡散論」同志社大学考古学シリーズ『考古学と地域文化』同志社大学考古学シリーズ刊行会、1987年
- 「纒向型前方後円墳の築造」同志社大学考古学シリーズⅣ『考古学と技術』同志社大学考古学シリーズ刊行会、1988年。
- 「青銅器の副葬と王墓の形成-北部九州と近畿にみる階級形成の特質（Ⅰ）-」『古代学研究 第121号』、1990年。
- 「収穫と貯蔵」『古墳時代の研究第4巻-生産と流通-』雄山閣出版、1991年。
- 「鷺と魚とシャーマンと」同志社大学考古学シリーズ『考古学と信仰』同志社大学考古学シリーズ刊行会、1994年。
- 「古墳時代の首長居館」『古代学研究 第141号』古代学研究会、1998年。
- 「環濠集落の系譜」『古代学研究 第146号』古代学研究会、1999年。

ほか多数。